# 북대서양 조약 기구
북대서양 조약 기구(北大西洋條約機構) 또는 북대서양 동맹(나토; 영어: North Atlantic Treaty Organization 노스애틀랜틱 트리티 오거나이제이션[*], NATO 네이토 /ˈneɪtoʊ/[*]; 프랑스어: Organisation du traité de l'Atlantique nord 오르가니자시옹 뒤 트레테 드 라틀랑티크노르[*], OTAN 오탕[*])은 세계 주요 국제기구 중 하나로서, 유럽과 북아메리카 지역 32개의 회원국들 간의 정치 및 군사 동맹이다. 회원국들은 안보 및 방위 협력을 모색하기 위해 회의를 개최한다. 이러한 점에서 나토는 유럽과 북미 양 대륙 간의 정치 및 안보 협력을 위한 독특한 연결고리가 되고 있다.
정치적으로 민주적 가치를 촉진하고 회원국들이 문제를 해결하고 신뢰를 쌓으며 장기적으로 갈등을 예방하기 위해 방위 및 안보 관련 문제에 대해 협의하고 협력할 수 있도록 한다. 군사적으로는 분쟁을 평화적으로 해결하려고 노력하고 있지만 이러한 외교적 노력이 실패하면 무력 대응에 나서게 된다. 이는 북대서양 조약 제5조 또는 유엔 위임에 따라, 단독 혹은 다른 국가, 국제 기구와 협력하여 수행된다.
나토는 북대서양 조약 제5조에 명시된 "회원국 일방에 대한 무력공격을 전체 회원국에 대한 공격으로 간주한다"는 집단 방위 원칙을 고수하고 있다.
나토의 〈전략 개념〉은 이 군사 동맹의 핵심 문서로, 나토의 가치와 목적, 임무를 재확인한다. 나토는 전략 개념에 대해 "동맹이 직면한 안보 문제를 종합적으로 평가하고 나토의 정치 및 군사적 과제를 제시한다"고 설명한다.

## 군사 작전

### 초기 작전
냉전 기간 동안 나토에 의해 수행된 군사 작전은 없었다. 냉전 종식 후, 1990년 앵커가드 작전과 1991년 에이스가드 작전은 이라크의 쿠웨이트 침공으로 촉발되었다. 터키 남동부 지역을 커버하기 위해 공중조기경보기가 파견되었고, 이후 신속대응부대가 이 지역에 배치되었다.

### 보스니아 헤르체고비나 개입

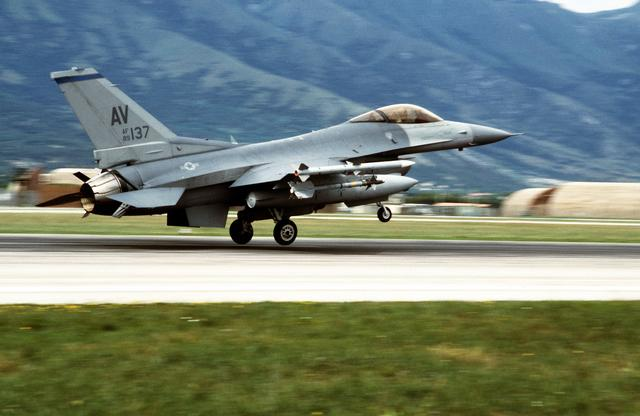
스레브레니차 대학살 이후 신중한 군사 작전 중 공중폭격을 가하는 나토 항공기들

보스니아 전쟁은 1992년 유고슬라비아의 해체의 결과로 시작되었다. 상황이 악화되자 1992년 10월 9일 유엔 안전보장이사회 결의 제816호는 보스니아 헤르체고비나 중부에 비행 금지 구역을 명령했고, 나토는 1993년 4월 12일 비행 거부 작전을 시행하기 시작했다. 1993년 6월부터 1996년 10월까지 샤프 가드 작전은 유고슬라비아 연방 공화국에 대한 무기 금수 조치와 경제 제재를 해상 집행 목적으로 추가됐다. 1994년 2월 28일, 나토는 보스니아 세르비아계 항공기 4대를 격추하여 첫 전시 행동을 취했다.
1994년 4월 10일과 11일, 유엔 보호군은 고라즈데 안전지대를 보호하기 위해 공습을 가했고, 나토의 지휘를 받는 미군 F-16 전투기 2대가 고라즈데 근처에 있는 보스니아 세르비아군 사령부 전초기지를 폭격했다. 이에 대한 보복으로 세르비아는 4월 14일 유엔 요원 150명을 인질로 잡았다. 4월 16일, 영국 해병대 소속 시 해리어 한 척이 세르비아군에 의해 고라즈데 상공에서 격추되었다.
1995년 8월, 스레브레니차 집단 학살 이후 스릅스카 공화국군에 대한 나토의 폭격 작전이 시작되었다. . 나토의 추가 공습은 유고슬라비아 전쟁을 종식시켰고, 1995년 11월 데이턴 협정이 체결되었다. 이 협정의 일부로서, 나토는 합동 노력 작전 하에 IFOR라는 이름의 유엔이 위임한 평화 유지군을 배치했다. 약 60,000명의 나토군이 이 평화 유지 임무에 비 나토 국가로부터 온 병력과 합류했다. 이 작전은 소규모의 SFOR로 전환되었는데, 처음에는 32,000명의 병력으로 시작하여 1996년 12월부터 2004년 12월까지 운영되었다. 회원국의 지도에 따라, 나토는 이러한 작전에 대해 나토 훈장을 수여하기 시작했다.

### 코소보 개입

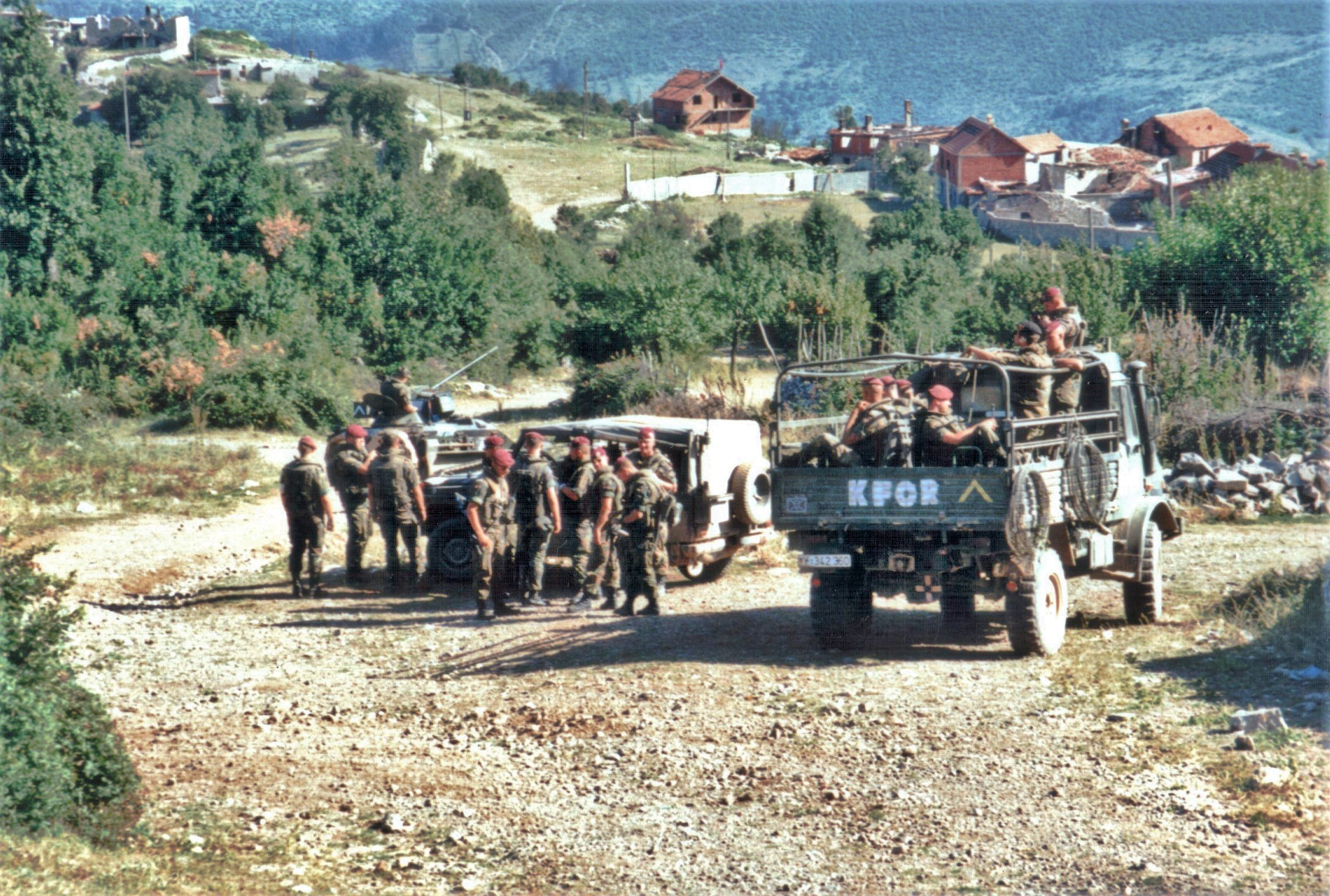
1999년 코소보 남부에서 순찰 중이던 독일 KFOR 병사들

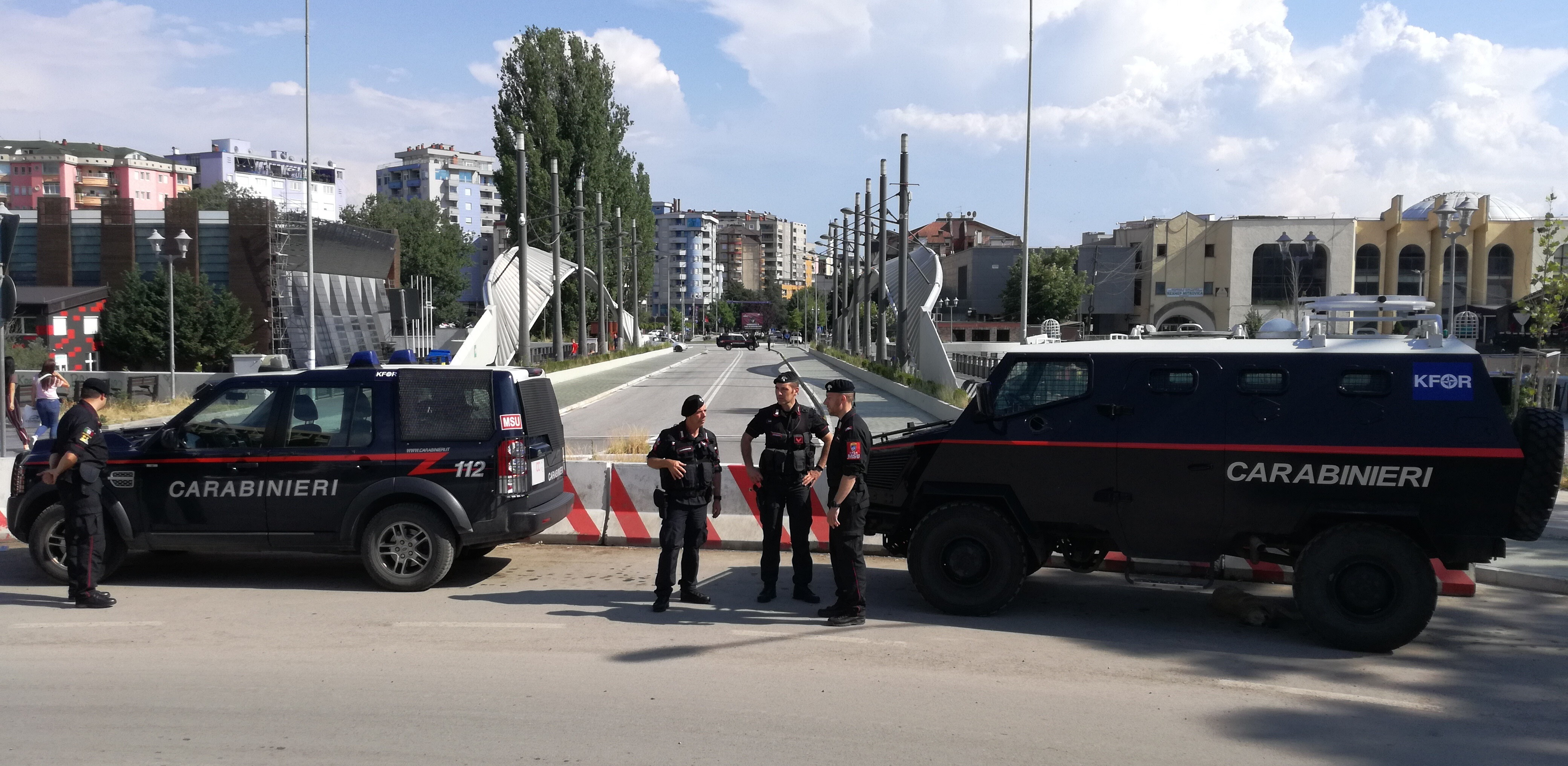
2019년 코소보 미트로비차 이바르 다리 앞에서 KFOR-MSU의 카라비니에리 순찰

1998년 9월 23일 유엔 안전보장이사회는 코소보에서 세르비아 주도의 KLA 분리주의자들과 알바니아 시민들에 대한 슬로보단 밀로셰비치의 탄압을 막기 위해 결의안 1199호를 통과시켰다. 1999년 3월 23일 미국 특사 리처드 홀브룩의 협상은 결렬되었고, 그는 이 문제를 나토에 넘겨 1999년 3월 24일 78일간의 폭격 작전을 시작했다. 연합군은 당시 유고슬라비아 연방 공화국의 군사력을 목표로 삼았다. 나토는 코소보 난민들에게 인도적 지원을 하기 위해 국제 대응부대 중 하나인 ACE 기동부대(육상)를 알바니아군(AFOR)으로 알바니아에 배치하기도 했다.
비록 이 작전은 큰 규모의 민간인 피해와 베오그라드에 있는 중국 대사관에 폭탄 피해가 생겼음에도, 1999년 6월 3일,  슬로보단 밀로셰비치는 코소보 전쟁을 종식시킨 국제 평화 계획의 조건을 받아들였다. 6월 11일, 슬로보단 밀로셰비치는 유엔 결의안 1244호를 수락했다. 이로 거의 100만 명의 난민이 코소보를 탈출했고, 이때 KFOR의 임무 중 일부는 폭력을 막는 것 외에도 인도주의적 임무를 보호하는 것이었다. 2001년 8월부터 9월까지, 이 동맹은 마케도니아 공화국의 알바니아계 민병대를 무장 해제하는 임무인 필수적 수확 작전을 개시했다. 2013년 12월 1일부터 31개국을 대표하는 4,882명의 KFOR 장병들이 이 지역에서 계속 활동하고 있다.
미국, 영국, 그리고 대부분의 나토 국가들은 1999년 세르비아에 대한 조치와 같은 나토 군사 공격을 유엔 안전보장이사회에 승인하도록 요구하는 노력에 반대했고, 프랑스 등은 이 동맹에 유엔의 승인이 필요하다고 주장했다.  미국과 영국 측은 "이것이 동맹의 권위를 손상시킬 것이고, 이에 러시아와 중국이 유고슬라비아에 대한 공격을 막기 위해 안보리 거부권을 행사했을 것이며, 나토의 개입이 필요한 미래 분쟁에서도 같은 행동을 할 수 있어 조직의 전체 역량과 목적을 무효화할 수 있다" 고 언급했다. 냉전 이후의 군사 환경을 인식한 나토는 1999년 4월 워싱턴 정상회담에서 분쟁 예방과 위기 관리를 강조하는 동맹 전략 개념을 채택했다.

### 아프가니스탄 전쟁

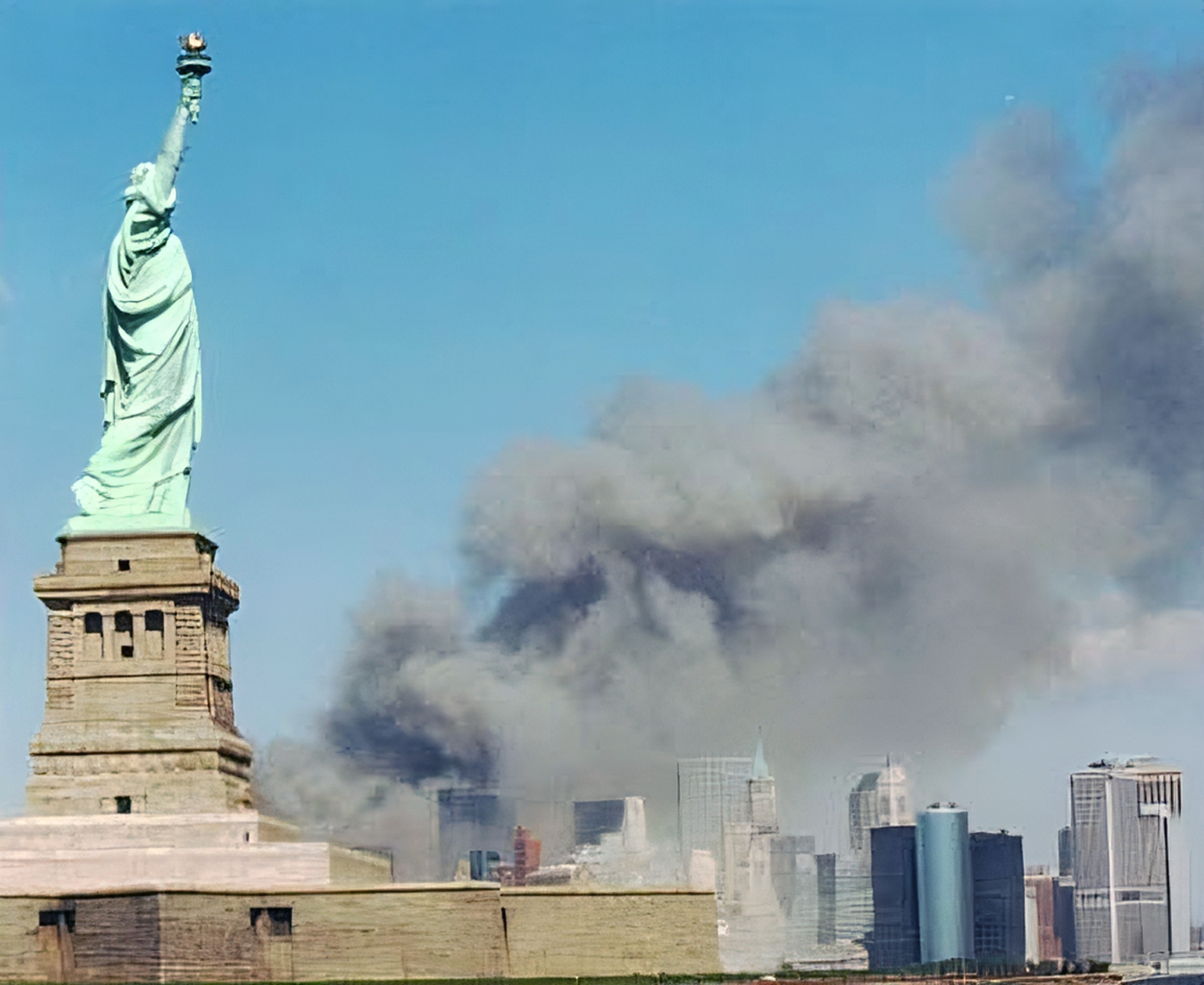
미국의 9·11 테러는 나토가 처음으로 집단방위조항을 발동하게 만들었다.

미국의 9·11 테러는 나토가 사상 처음으로 나토 헌장 5조를 발동하게 만들었다. 이 조항은 어떤 멤버에 대한 공격이 모든 멤버에 대한 공격으로 간주되어야 한다고 명시하고 있다. 2001년 10월 4일, 북대서양 조약에 따라 나토가 이 공격이 실제로 자격이 있다고 판단했고 이는 승인되었다.이 공격에 대응하여 나토가 취한 8가지 공식 행동에는 테러범이나 대량살상무기의 이동을 막기 위해 고안된 지중해에서의 해군 작전인 이글 어시스트 작전과 액티브 엔데버 작전이 포함되어 있으며, 이는 2001년 10월 4일에 개시되었다.

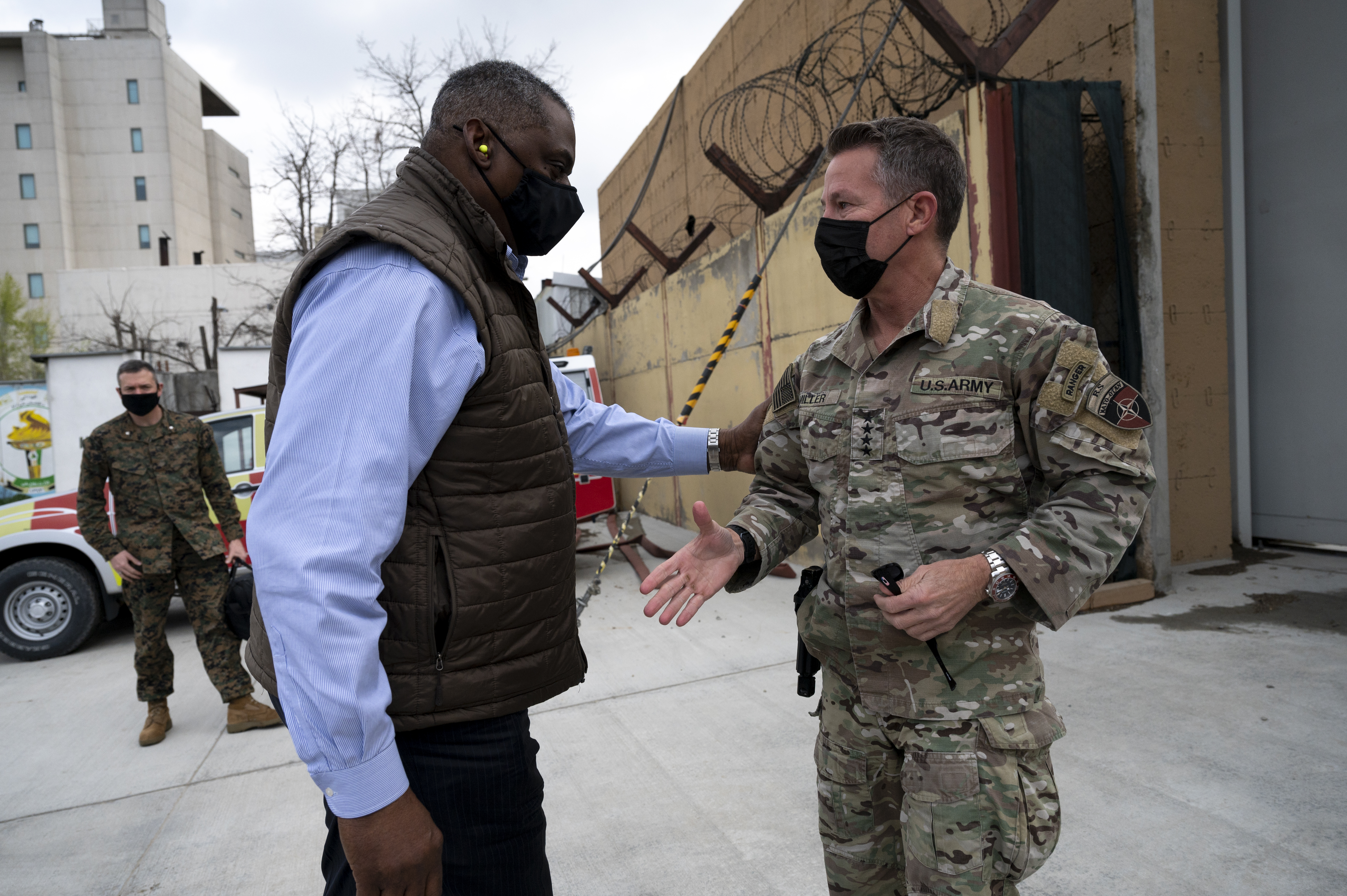
오스틴 S 밀러 장군(오른쪽)은 2018년 9월 아프가니스탄 주둔 미군과 나토군 사령관이 돼 2021년 7월까지 철수를 감독했다.

2003년 4월 16일, 나토는 42개국의 군대를 포함한 국제 안보 지원군(ISAF)을 지휘하기로 합의했다. 이 결정은 합의 당시 국제 안보 지원군(ISAF)을 이끌던 독일과 네덜란드의 요청에 따라 이뤄졌으며, 나토 대사 19명 전원이 만장일치로 승인했다. 8월 11일, 나토가 북대서양 지역 밖에서 임무를 맡은 것은 나토 역사상 처음이다.
국제 안보 지원군(ISAF)은 당초 탈레반, 알카에다, 파벌 군벌로부터 카불과 주변 지역을 확보해 하미드 카르자이가 이끄는 아프가니스탄 과도 이슬람국 수립을 허용하는 임무를 맡았다. 2003년 10월, 유엔 안전보장이사회는 국제 안보 지원군(ISAF)의 임무를 아프가니스탄 전역으로 확대할 것을 승인했고,국제 안보 지원군(ISAF)은 이후 4개의 주요 단계로 임무를 전국으로 확대했다.
2006년 7월 31일, 국제 안보 지원군(ISAF)은 미국이 이끄는 반테러 연합군으로부터 아프가니스탄 남부에서의 군사 작전을 추가로 인계 받았다. 남부에서의 전투가 격렬했기에 2011년 프랑스는 동맹을 지원하기 위해 다소 미라주 2000 전투기와 공격기 편대를 칸다하르로 이동시키는 것을 허용했다. 2012년 시카고 회담에서 나토는 2014년 12월 말까지 아프가니스탄 전쟁을 끝내고 나토가 이끄는 국제 안보 지원군(ISAF)을 해체하는 계획을 승인했다. 2014년 12월, 국제 안보 지원군(ISAF)은 해체되었고 후속 훈련인 확고한 지원 임무로 대체되었다.
2021년 4월 14일, 나토 사무총장 옌스 스톨텐베르그는 나토 동맹이 5월 1일까지 아프가니스탄에서 철군을 시작하기로 합의했다고 밝혔다. 나토군의 철수가 시작된 직후 탈레반은 무너진 아프간군 앞에서 빠르게 진격하며 아프간 정부를 향한 공세를 펼쳤다.  2021년 8월 15일, 아프가니스탄 이슬람 방위군은 아프가니스탄의 대부분을 장악하고 수도 카불을 포위했다. 나토 회원국의 일부 정치인들은 아프가니스탄에서 서방군의 혼란스러운 철수와 아프간 정부의 붕괴를 나토가 건국 이래 겪은 가장 큰 재앙이라고 묘사했다.

### 이라크 훈련 임무
2004년 8월, 이라크 전쟁 당시, 나토는 미국이 이끄는 이라크 다국적군(MNF-I)과 함께 이라크 보안군을 지원하기 위한 훈련 임무인 나토 이라크 훈련 임무 작전을 수립했다. 나토 이라크 훈련 임무 작전에 따른 이라크 다국적군(NTM-I)은 유엔 안전보장이사회 결의 1546호의 규정에 따라 이라크 임시정부의 요청에 따라 창설되었다. 이라크 다국적군(NTM-I)의 목적은 이라크 보안군의 훈련 구조와 기관 개발을 지원하여 이라크가 국가의 요구에 부응하고 효과적이고 지속 가능한 역량을 구축할 수 있도록 하는 것이었다. 이라크 다국적군(NTM-I)은 전투 임무가 요구되는 것은 아니었지만 북대서양 평의회의 정치적 통제 하에 별개로 운영됐다. 운영 상의 중점은 훈련과 멘토링이었다. 임무의 활동은 이라크 당국과 미국이 이끄는 부사령관 자문 및 훈련과 함께 조정되었다. 이 임무는 2011년 12월 17일 공식적으로 종료되었다.
튀르키예는 2003년 이라크 전쟁이 시작될 때 북대서양 조약 4조에 따른 첫 회의를 소집했다. 터키는 2012년 시리아 내전 당시에도 두 차례나 이 조항을 인용했고, 비무장 튀르키예 F-4 정찰기가 격추된 뒤, 시리아에서 튀르키예를 향해 박격포가 발사됐고, 2015년에도 이라크 레반트 이슬람 국가의 영토 보전에 대한 이슬람 국가의 위협이 있은 뒤 이 조항을 인용했다.

### 아덴만 해적 퇴치

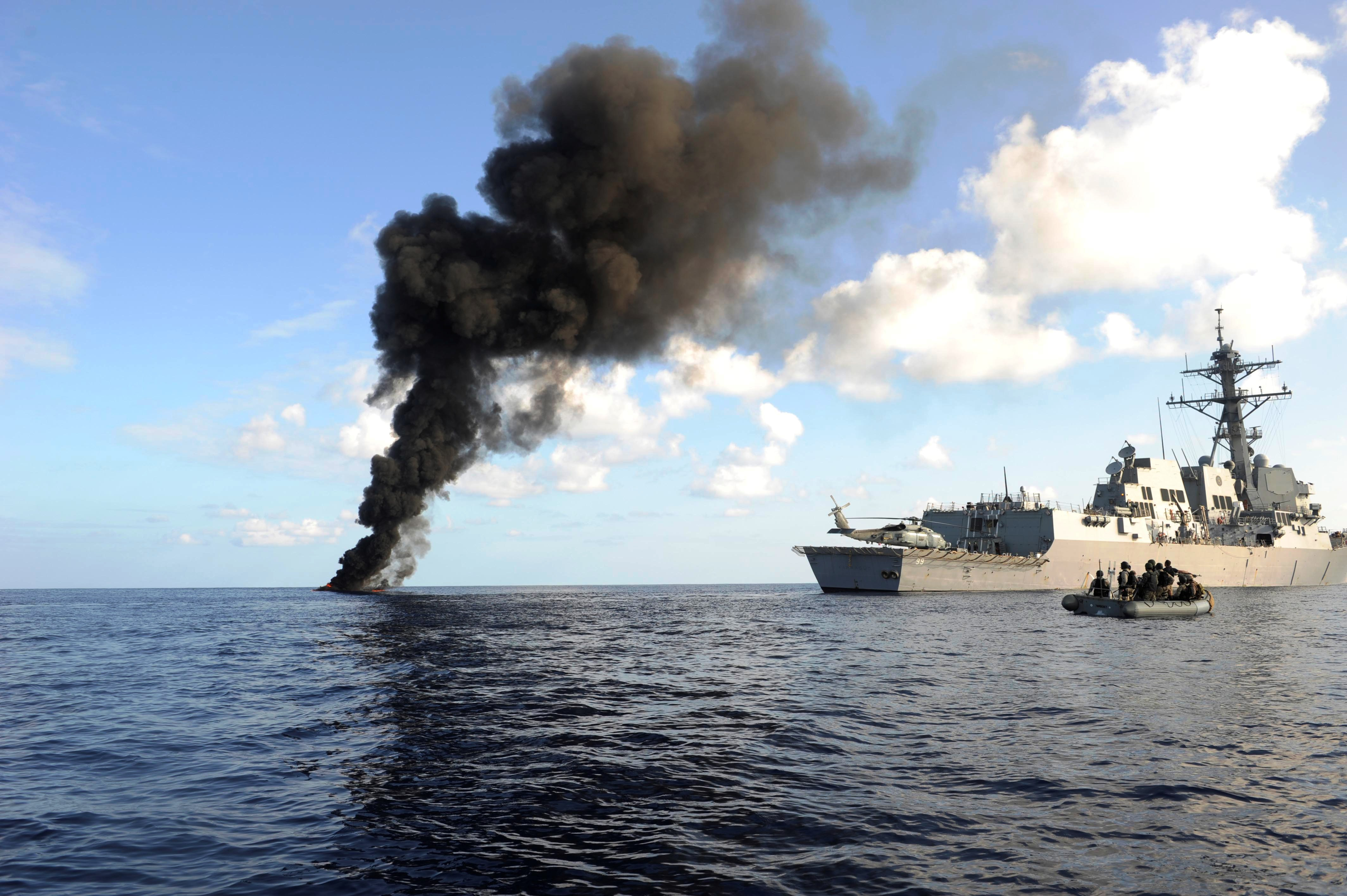
2010년 3월 USS 패러거트가 소말리아 해적선을 파괴하는 모습.

2009년 8월 17일부터 나토는 소말리아 해적들로부터 아덴만과 인도양의 해상 교통을 보호하고, 지역 국가들의 해군과 해안 경비대를 강화하기 위한 작전에 군함을 배치했다. 이 작전은 북대서양 평의회에 의해 승인되었고, 주로 미국에서 온 전함들이 참여하였다. 오션 실드 작전은 소말리아에서 세계식량계획 임무의 일환으로 원조를 배급하던 연합군 제공자 작전의 선박을 보호하는 데 초점을 맞췄다. 러시아, 중국, 한국도 이 작전에 참가하기 위해 군함을 보냈다.이 작전은 해적들의 공격을 저지하고 선박을 보호하며 이 지역의 전반적인 보안 수준을 높이기 위한 것이었다.

### 리비아 개입

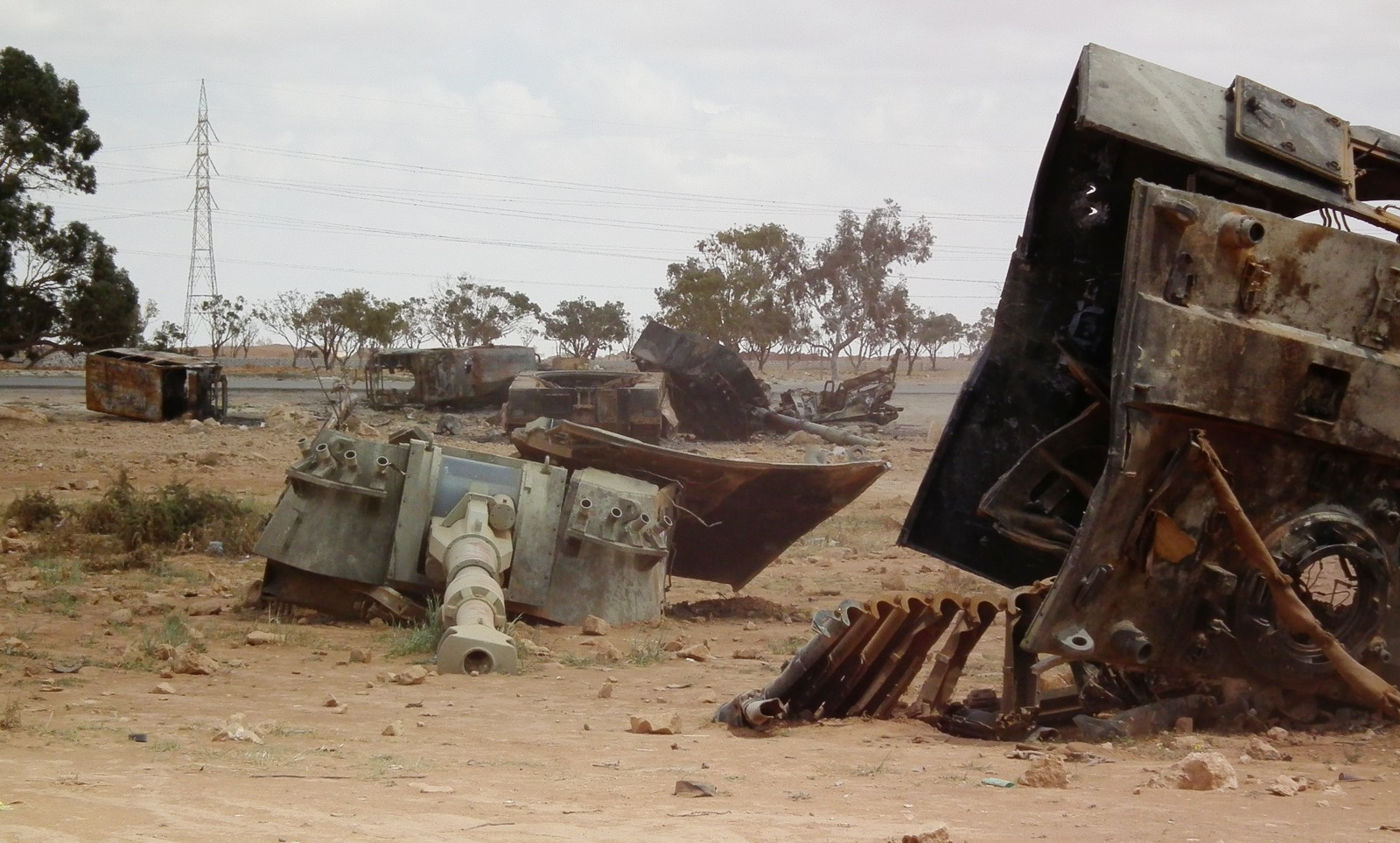
2011년 3월 벵가지 인근에서 프랑스 공군에 의해 파괴된 리비아 육군의 팔마리아 자주포

리비아 내전 기간 동안, 무아마르 알 카다피 대령 휘하의 시위대와 리비아 정부 사이의 폭력은 고조되었고, 2011년 3월 17일 휴전을 요구하는 유엔 안전보장이사회 결의 1973호가 통과되었고, 민간인을 보호하기 위한 군사 행동을 승인했다. 3월 19일, 나토 회원국들의 연합군은 프랑스 공군의 아르마탕 작전을 시작으로 리비아 상공에 비행금지구역 시행을 시작했다.
2011년 3월 20일, 나토 회원국들은 리비아에 대한 무기 금수 조치를 시행하기로 합의했다. 나토는 "불법 무기나 용병을 운반하는 것으로 의심되는 선박을 감시하고, 보고하고, 필요하다면 차단하겠다."라고 말했다.
3월 24일, 나토는 초기 연합군으로부터 비행금지 구역을 통제하기로 합의했고, 지상부대를 목표로 하는 지휘권은 연합군의 손에 있었다. 나토는 2011년 3월 27일 카타르와 아랍에미리트의 지원을 받아 유엔 결의안을 공식 시행하기 시작했다. 6월까지 28개 회원국 중 8개 회원국만이 전투 작전에 참여하면서 동맹 내 분열 보고가 표면화되면서 로버트 게이츠 미 국방장관과 폴란드, 스페인, 네덜란드, 튀르키예, 독일 등이 대립했고 게이츠는 독일이 더 많은 기여를 요구하는 것과 조직 분쟁에 대해서 자신의 권한을 초과했다고 했다. 6월 10일 브뤼셀에서 열린 자신의 마지막 정책 연설에서 게이츠는 동맹국들의 행동이 나토의 종말을 초래할 수 있음을 시사하면서 동맹국들을 더욱 비판했다. 독일 외무부는 "독일이 나토와 나토 주도의 작전에 상당한 기여를 했다"며 오바마 대통령이 이 작전을 너무 높이 평가했다는 사실을 지적했다.
임무가 9월까지 연장되는 동안, 노르웨이는 6월 10일 지원금 규모를 축소하고 8월 1일까지 철수를 완료할 것이라고 발표했다. 그 주 초 덴마크 공군기들의 폭탄이 바닥나고 있다는 보고가 있었다. 그 다음 주, 영국 왕립해군의 수장은 분쟁에서 국가의 작전이 지속 가능하지 않다고 말했다. 2011년 10월, 무아마르 알 카다피 대령이 사망한 후 작전이 끝날 때까지 나토 항공기는 친카다피 목표물에 대해 약 9,500회의 폭격을 감행했다. 2012년 5월 국제인권감시기구의 보고서에 따르면 적어도 72명의 민간인이 이 작전으로 사망했다고 한다.
2013년 10월 쿠데타 시도에 이어 알리 자이단 리비아 총리는 나토에 지속적인 안보 문제를 해결하기 위한 기술 자문과 지도원을 요청했다.

## 관계
| A world map with countries in blue, cyan, orange, yellow, purple, and green, based on their NATO affiliation. | |                         |                         |                                |                                |                                                              |                                                              | | |                                                           |                                                           |                                             |                                             |                                                                                     |                                                                                     |                                                                                     |
| \| \| 회원국 \| \| 회원국 실행 프로그램 \| \| 기회 향상 파트너 \| \| 개별 파트너십 실행 프로그램 \| \| 유럽-대서양 파트너십 이사회 \| \| 지중해 대화 \| \| 이스탄불 협력 이니셔티브 \| \| 글로벌 파트너 \| \| \| - 그리스 - 네덜란드 - 노르웨이 - 덴마크 - 독일 - 라트비아 - 루마니아 - 룩셈부르크 - 리투아니아 - 몬테네그로 - 미국 - 벨기에 - 북마케도니아 - 불가리아 - 스웨덴 - 스페인 - 슬로바키아 - 슬로베니아 - 아이슬란드 - 알바니아 - 에스토니아 - 영국 - 이탈리아 - 체코 - 캐나다 - 크로아티아 - 튀르키예 - 포르투갈 - 폴란드 - 프랑스 - 핀란드 - 헝가리 \| - 그리스 - 네덜란드 - 노르웨이 - 덴마크 - 독일 - 라트비아 - 루마니아 - 룩셈부르크 - 리투아니아 - 몬테네그로 - 미국 - 벨기에 - 북마케도니아 - 불가리아 - 스웨덴 - 스페인 - 슬로바키아 - 슬로베니아 - 아이슬란드 - 알바니아 - 에스토니아 - 영국 - 이탈리아 - 체코 - 캐나다 - 크로아티아 - 튀르키예 - 포르투갈 - 폴란드 - 프랑스 - 핀란드 - 헝가리 \| - 보스니아 헤르체고비나 \| - 보스니아 헤르체고비나 \| - 요르단 - 우크라이나 - 조지아 \| - 요르단 - 우크라이나 - 조지아 \| - 몰도바 - 세르비아 - 아르메니아 - 아제르바이잔 - 카자흐스탄 \| - 몰도바 - 세르비아 - 아르메니아 - 아제르바이잔 - 카자흐스탄 \| - 러시아 - 몰도바 - 몰타 - 벨라루스 - 보스니아 헤르체고비나 - 세르비아 - 스위스 - 아르메니아 - 아일랜드 - 아제르바이잔 - 오스트리아 - 우즈베키스탄 - 우크라이나 - 조지아 - 카자흐스탄 - 키르기스스탄 - 타지키스탄 - 투르크메니스탄 \| - 러시아 - 몰도바 - 몰타 - 벨라루스 - 보스니아 헤르체고비나 - 세르비아 - 스위스 - 아르메니아 - 아일랜드 - 아제르바이잔 - 오스트리아 - 우즈베키스탄 - 우크라이나 - 조지아 - 카자흐스탄 - 키르기스스탄 - 타지키스탄 - 투르크메니스탄 \| - 모리타니 - 알제리 - 요르단 - 이스라엘 - 이집트 - 튀니지 \| - 모리타니 - 알제리 - 요르단 - 이스라엘 - 이집트 - 튀니지 \| - 바레인 - 아랍에미리트 - 카타르 - 쿠웨이트 \| - 바레인 - 아랍에미리트 - 카타르 - 쿠웨이트 \| - 뉴질랜드 - 대한민국 - 몽골 - 오스트레일리아 - 이라크 - 일본 - 콜롬비아 - 파키스탄 \| - 뉴질랜드 - 대한민국 - 몽골 - 오스트레일리아 - 이라크 - 일본 - 콜롬비아 - 파키스탄 \| - 뉴질랜드 - 대한민국 - 몽골 - 오스트레일리아 - 이라크 - 일본 - 콜롬비아 - 파키스탄 \| | |                         |                         |                                |                                |                                                              |                                                              | | |                                                           |                                                           |                                             |                                             |                                                                                     |                                                                                     |                                                                                     |
| | 회원국 |                         | 회원국 실행 프로그램    |                                | 기회 향상 파트너               |                                                              | 개별 파트너십 실행 프로그램                                  | | 유럽-대서양 파트너십 이사회 |                                                           | 지중해 대화                                               |                                             | 이스탄불 협력 이니셔티브                    |                                                                                     | 글로벌 파트너                                                                       |                                                                                     |
| - 그리스 - 네덜란드 - 노르웨이 - 덴마크 - 독일 - 라트비아 - 루마니아 - 룩셈부르크 - 리투아니아 - 몬테네그로 - 미국 - 벨기에 - 북마케도니아 - 불가리아 - 스웨덴 - 스페인 - 슬로바키아 - 슬로베니아 - 아이슬란드 - 알바니아 - 에스토니아 - 영국 - 이탈리아 - 체코 - 캐나다 - 크로아티아 - 튀르키예 - 포르투갈 - 폴란드 - 프랑스 - 핀란드 - 헝가리 | - 그리스 - 네덜란드 - 노르웨이 - 덴마크 - 독일 - 라트비아 - 루마니아 - 룩셈부르크 - 리투아니아 - 몬테네그로 - 미국 - 벨기에 - 북마케도니아 - 불가리아 - 스웨덴 - 스페인 - 슬로바키아 - 슬로베니아 - 아이슬란드 - 알바니아 - 에스토니아 - 영국 - 이탈리아 - 체코 - 캐나다 - 크로아티아 - 튀르키예 - 포르투갈 - 폴란드 - 프랑스 - 핀란드 - 헝가리 | - 보스니아 헤르체고비나 | - 보스니아 헤르체고비나 | - 요르단 - 우크라이나 - 조지아 | - 요르단 - 우크라이나 - 조지아 | - 몰도바 - 세르비아 - 아르메니아 - 아제르바이잔 - 카자흐스탄 | - 몰도바 - 세르비아 - 아르메니아 - 아제르바이잔 - 카자흐스탄 | - 러시아 - 몰도바 - 몰타 - 벨라루스 - 보스니아 헤르체고비나 - 세르비아 - 스위스 - 아르메니아 - 아일랜드 - 아제르바이잔 - 오스트리아 - 우즈베키스탄 - 우크라이나 - 조지아 - 카자흐스탄 - 키르기스스탄 - 타지키스탄 - 투르크메니스탄 | - 러시아 - 몰도바 - 몰타 - 벨라루스 - 보스니아 헤르체고비나 - 세르비아 - 스위스 - 아르메니아 - 아일랜드 - 아제르바이잔 - 오스트리아 - 우즈베키스탄 - 우크라이나 - 조지아 - 카자흐스탄 - 키르기스스탄 - 타지키스탄 - 투르크메니스탄 | - 모리타니 - 알제리 - 요르단 - 이스라엘 - 이집트 - 튀니지 | - 모리타니 - 알제리 - 요르단 - 이스라엘 - 이집트 - 튀니지 | - 바레인 - 아랍에미리트 - 카타르 - 쿠웨이트 | - 바레인 - 아랍에미리트 - 카타르 - 쿠웨이트 | - 뉴질랜드 - 대한민국 - 몽골 - 오스트레일리아 - 이라크 - 일본 - 콜롬비아 - 파키스탄 | - 뉴질랜드 - 대한민국 - 몽골 - 오스트레일리아 - 이라크 - 일본 - 콜롬비아 - 파키스탄 | - 뉴질랜드 - 대한민국 - 몽골 - 오스트레일리아 - 이라크 - 일본 - 콜롬비아 - 파키스탄 |

## 회원국
현재 나토는 32개 회원국이 가입해 있다. 이 가운데 벨기에, 캐나다, 덴마크, 프랑스, 아이슬란드, 이탈리아, 룩셈부르크, 네덜란드, 노르웨이, 포르투갈, 영국, 미국은 1949년에 나토를 창립한 초대 회원국들이다. 다른 회원국들은 1952년 그리스와 튀르키예, 1955년 독일, 1982년 스페인, 1999년 체코, 헝가리, 폴란드, 2004년 루마니아, 불가리아, 슬로바키아, 슬로베니아, 라트비아, 에스토니아, 리투아니아, 2009년 크로아티아와 알바니아, 2017년 몬테네그로, 2020년 북마케도니아, 2023년 핀란드, 2024년 스웨덴이 동맹에 가입했다.
- 회원국의 가입은 북대서양 조약 제10조에 의거한다.
- 제10조에는 '조약의 원칙을 더 발전시키고 북대서양 지역의 안보에 기여할 수 있는 위치에 있는 유럽 국가'라면 누구나 가입할 수 있다고 명시되어 있다.
- 나토의 주요 정치적 의사 결정 기구인 북대서양이사회는 모든 동맹국 간의 합의에 따라 한 국가에 대한 가입을 결정하게 된다.[49]

### 회원국 실행 프로그램
회원국 실행 프로그램(MAP)은 동맹 가입을 원하는 국가들의 개별적 요구에 맞춘 실질적 조언 및 지원을 위한 프로그램이다. MAP에 참여한다고 해서 동맹의 향후 가입에 대한 어떤 결정도 미리 판단할 수 없다.

## 파트너십
40개 비회원국들은 광범위한 정치 및 안보 관련 문제에 대해 나토와 같이 협력을 꾀한다. 파트너국들은 동맹과의 대화와 실질적인 협력을 도모하며, 많은 국가들이 나토 주도의 작전과 임무에 기여한다. 나토는 또한 광범위한 국제 기구 네트워크와 협력하고 있다. 이때 파트너국은 회원국과 동일한 의사 결정 권한을 가지고 있지 않다.

### 파트너십 상호운용성 이니셔티브
파트너십 상호운용성 이니셔티브(PII)는 지난 2014년 웨일스 정상회담에서 나토와 파트너가 수년간 쌓아온 깊은 연결이 유지되고 증진되도록 하기 위해 출범했다. 이러한 방식으로 파트너국은 나토 주도의 임무와 나토 대응군에 대한 향후 위기 관리에 참여할 수 있다.

#### 기회 향상 파트너
나토의 임무와 작전에 대한 파트너국들의 참여가 더 야심차고 복잡해짐에 따라 더욱 맞춤화된 관계가 필요했다. 결국 나토는 기회 향상 파트너를 기반으로 파트너국들의 참여를 지속할 수 있도록 했다.

### 파트너십 도구
나토는 다양한 정책, 프로그램, 실행 프로그램 및 기타 협정을 통해 파트너국과의 협력을 지원하기 위한 여러 파트너십 도구와 메커니즘을 개발했다. 많은 도구들이 상호운용성, 방위 및 안보 관련 개선 지원에 우선순위를 두고 있다.
각 파트너는 개별 목표 뿐만 아니라 나토와의 파트너십의 진행 속도, 범위, 강도 및 초점을 조절할 수 있다. 양자 파트너십 문서는 나토와 파트너 협력의 주요 목표를 명시하고 있다. 양자 파트너십 문서에는 다음과 같은 세 가지 주요 유형이 있다.

#### 개별 파트너십 협력 프로그램
개별 파트너십 협력 프로그램(IPCP)은 북대서양이사회와 파트너의 승인을 받아 나토와 긴밀히 협의하여 파트너국이 2년마다 작성하는 표준 문서이다. 모든 파트너국에게 개방되어 있으며, 파트너국과 나토의 이익과 목표에 따라 조정될 수 있는 모듈식 구조이다.

#### 개별 파트너십 실행 프로그램
개별 파트너십 협력 프로그램(IPCP)을 대신하는 개별 파트너십 실행 프로그램(IPAP)은 파트너국에게 나토와의 협력을 증진시키고 파트너국 내에 초점을 맞출 수 있는 기회를 제공한다. 2년 단위로 진행되는 이 프로그램은 방위 및 안보 문제 뿐만 아니라 정치 문제에 대한 개선 등 큰 범위로 구성되어 있다. IPAP는 나토와 파트너국 간의 관계를 우선시하며, 각 참여국에 의해 수행된 개선 과정에 대해 동맹국들이 매년 보고를 받고 평가한다.

#### 연간 국가 프로그램
연간 국가 프로그램(ANP)은 나토와 협의하여 매년 파트너가 수행하는 포괄적인 민주주의, 방위 및 안보에 초점을 맞춘 가장 까다로운 문서이다. ANP는 회원국 실행 프로그램(MAP)국들에게 열려 있으며, 북대서양-조지아 위원회는 조지아와 관련된 문서를 담당하고, 북대서양-우크라이나 위원회의 우크라이나와 관련된 문서를 담당한다. IPCP나 IPAP와 달리, ANP는 국가가 소유하는 문서이며 북대서양이사회의 동의를 받을 필요가 없다. 그러나 개선 과정에 대한 평가는 매년 수행되며, 북대서양이사회에서 동맹국과 각 참여 파트너국이 논의를 한다.

### 유럽-대서양 파트너십 이사회
50개국으로 구성된 유럽-대서양 파트너십 이사회(EAPC)는 동맹국과 파트너국 간의 정치 및 안보 관련 문제에 대한 대화와 협의를 위한 포럼이다. 나토는 유럽-대서양 지역의 파트너국들과 협력하고, 평화를 위한 파트너십(PfP) 프로그램에 따라 나토와 개별 파트너국들 사이에 발전된 양자 관계를 위해 전반적인 정치적 틀을 제공한다.

### 지중해 대화
지중해 대화(MD)는 지중해 지역의 안보를 중요시하고, 참가국과 나토 동맹국들 간의 좋은 관계와 이해를 증진하는 것을 목표로 하는 파트너십 포럼이다.

### 이스탄불 협력 이니셔티브
이스탄불 협력 이니셔티브(ICI)는 보다 광범위한 중동 지역의 비회원국들에게 나토와 협력할 수 있는 기회를 제공함으로써 장기적인 글로벌 및 지역 안보에 기여하는 것을 목표로 하는 파트너십 포럼이다.

### 글로벌 파트너
나토는 공식적인 파트너십 외에도 이러한 구조에 속하지 않는 다양한 국가들과 협력한다. 이 파트너국들은 새로운 안보 문제를 포함한 상호 관심 분야에서 나토와 협력을 발전시키고, 일부는 군사적 혹은 다른 방식으로 나토 활동에 적극적으로 참여한다. 다음은 현재 NATO 글로벌 파트너 목록이다:
- 대한민국
- 일본
- 오스트레일리아
- 이라크
- 몽골
- 뉴질랜드
- 파키스탄

### 대외 관계
평화를 위한 파트너십(PfP) 프로그램은 1994년에 설립되었으며 각 파트너 국가와 나토 간의 개별적인 양자 관계에 기초하고 있다. 해당 회원국은 독립국가연합의 현재 및 이전의 모든 회원국을 포함한다. 유럽-대서양 파트너십 이사회(EAPC)는 1997년 5월 29일에 처음 설립되었으며, 50명의 참가국들 간의 정기적인 조정, 협의, 대화를 위한 포럼이다 평화를 위한 파트너십(PfP) 프로그램은 유럽-대서양 파트너십의 운영 부서로 간주된다. 아프가니스탄과 다른 제3국들도 평화를 위한 파트너십(PfP) 구조의 일부 활동에 참여하기 위한 의사를 표했다.

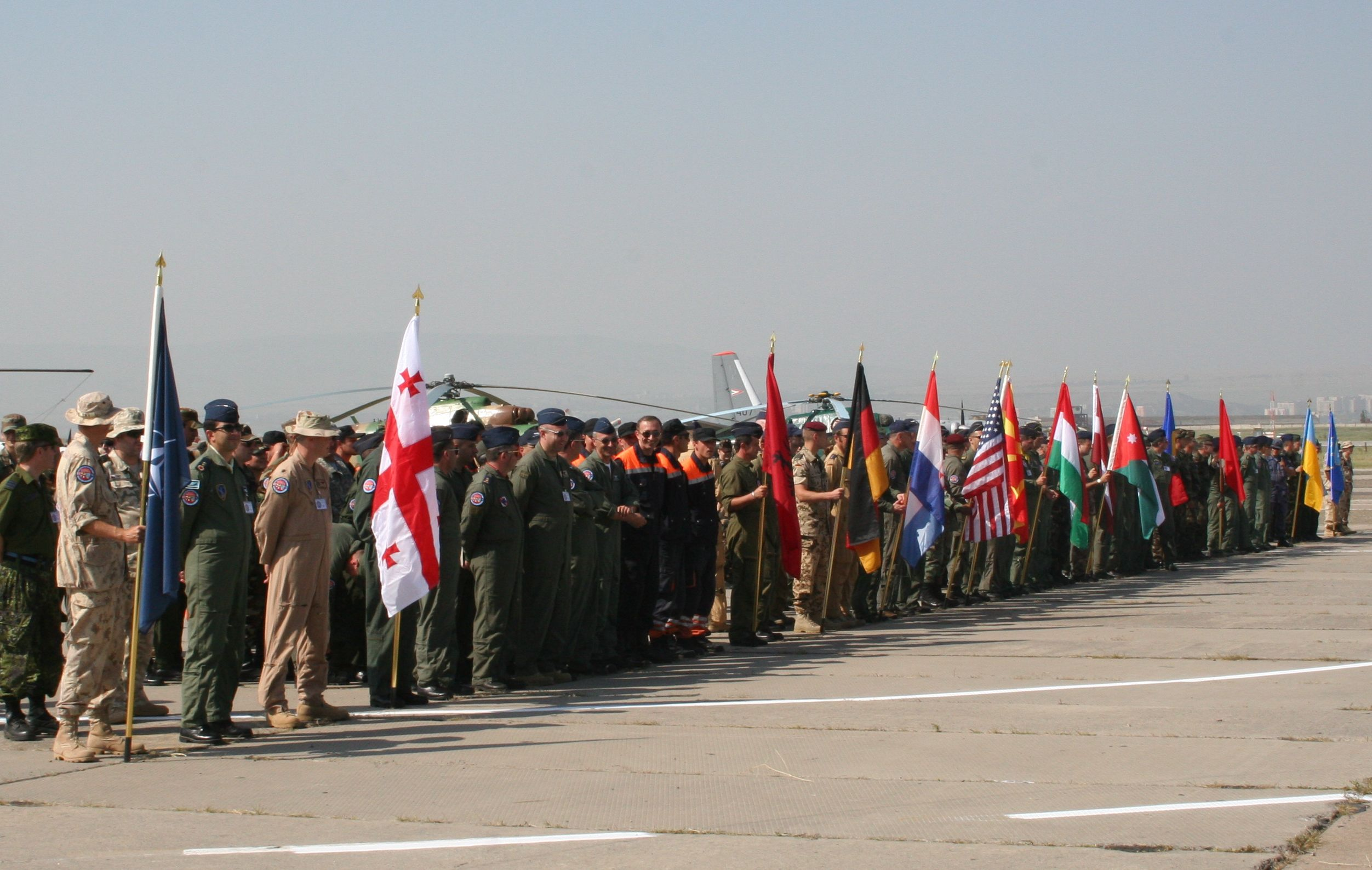
2007년 7월 트빌리시에서 나토 12개의 회원국들의 500명의 군인과 지중해 대화 참가자인 요르단이 다국적 군사 훈련을 실시하는 모습이다.

유럽 연합은 2002년 12월 16일 베를린 추가 협정에 따라 나토와 포괄적인 협정을 체결했다. 이 합의로 유럽 연합은 나토 스스로가 행동하기를 원하지 않는 조건, 이른바 "우선매수청구권"을 조건으로 국제 위기 상황에서 독립적으로 행동하기를 원하는 경우에 나토 자산을 사용할 수 있는 권한이 주어졌다. 예를 들어, 1982년 리스본 조약의 42조 7항은 "회원국이 그 영토에 대한 무력 침략의 피해자일 경우, 다른 회원국들은 그들의 권한에 있는 모든 수단을 통한 원조와 책임 의무를 진다"고 명시하고 있다. 이 조약은 전 세계적으로 지정된 영토에 적용되는 반면 나토는 북대서양 조약 제6조에 따라 북회귀선 이북의 작전에 제한된다. 또한 평화를 위한 파트너십(PfP) 프로그램과 연계된 유럽 연합 회원국들을 위한 "이중 체제"를 제공한다.
나토는 수많은 비 나토 회원국과 협력하고 활동을 논의하고 있다. 지중해 대화 계획은 이스라엘 및 북아프리카 국가들과 유사한 방식으로 조정하기 위해 1994년에 수립되었다. 이스탄불 협력 구상은 2004년에 지중해 대화와 같은 노선을 따라 중동을 위한 대화 포럼으로 발표되었다. 여기서 네 국가들이 걸프 협력 회의를 통해서도 연관되어 있다.2018년 6월, 카타르는 나토에 가입하고 싶다는 의사를 밝혔다. 그러나 나토는 북대서양 조약 제10조에 따라 유럽 국가만 추가로 가입할 수 있다고 말하며 가입을 거부했다. 카타르와 나토는 앞서 2018년 1월 안보협정에 함께 서명한 바 있다.
일본과의 정치적 대화는 1990년에 시작되었고, 그 이후로 동맹은 이러한 협력 구상의 일부를 구성하지 않은 국가들과의 접촉을 점차 늘려왔다. 1998년 나토는 공식적인 관계 제도화를 허용하지 않지만 협력을 늘리려는 동맹국의 열망을 반영하는 일련의 일반 지침을 수립했다. 광범위한 논쟁 끝에 2000년 동맹국이 "연락 국가"라는 용어를 동의하였다. 2012년까지 동맹은 "전 세계 파트너" 또는 "글로벌 파트너"라는 이름으로 해적 퇴치 및 기술 교류와 같은 문제를 논의하기 위해 모임을 넓혔다. 연락 국가인 오스트레일리아와 뉴질랜드도 AUSCANNZUKUS 전략동맹의 회원국으로 연락 국가와 나토 회원국 간의 유사한 지역적 또는 양자적 협정 또한 협력에 도움을 주고 있다. 옌스 스톨텐베르크 나토 사무총장은 나토가 오스트레일리아, 뉴질랜드, 일본, 한국과 긴밀히 협력함으로써 "중국의 부상"에 대처할 필요가 있다고 말했다. 콜롬비아는 나토의 최신 파트너이며 콜롬비아는 나토가 파트너에게 제공하는 모든 협력 활동에 참여할 수 있다. 콜롬비아는 나토와 협력한 최초와 유일한 라틴 아메리카 국가가 되었다.

## 확장
나토의 가입은 "조약의 원칙을 더 발전시키고 북대서양 지역의 안보에 기여할 수 있는 위치에 있는 유럽 국가"에게 열려 있
다. 나토는 또한 회원국 실행 프로그램을 갖고 있는데, 이는 가입 희망국들에게 실질적인 조언과 지원을 제공함으로써 회원 가입을 준비하고 주요 요구 사항을 충족하도록 돕는다.

나토는 독일의 통일과 냉전 종식 이후 14개의 새로운 회원국들이 가입했다.

나토는 현재 보스니아 헤르체고비나 1개 후보국을 보유하고 있다. 동맹 가입 과정에서 후보국들은 서로를 지원하기 위해 몬테네그로와 보스니아 헤르체고비나는 2003년에 아드리아 헌장에 서명을 했다. 조지아 또한 후보국으로 지명되었고 2008년 부쿠레슈티에서 열린 정상회담 동안 후보국 약속 받았지만, 2014년 버락 오바마 미국 대통령은 조지아가 현재 회원국으로 가는 길에 있지 않다고 말하면서 반대 입장을 표했다.2018년 북마케도니아는 프레스파 협정에 의해 마케도니아 국호 분쟁으로 그리스에 의해 가입이 차단되었다. 2019년 2월, 북마케도니아는 나토 회원국이 되기 위한 가입 의정서에 서명했고 2020년 3월 27일에 정식 회원국이 되었다.
우크라이나와 나토 및 유럽 간의 관계는 정치적으로 논란이 많았으며, 이러한 관계 개선은 2014년 친러시아 성향의 빅토르 야누코비치 대통령이 축출된 '유로마이단' 시위의 목표 중 하나였다. 우크라이나는 나토 내 동유럽의 8개국 중 하나로 개별 파트너십 실행 프로그램에 포함된다. 개별 파트너십 실행 프로그램(IPAP)은 2002년에 시작되었으며, 나토와의 관계를 발전 시킬 정치적 의지와 능력을 가진 국가들에 개방되어 있다. 2019년 2월 21일, 우크라이나 헌법이 개정되었고, 이는 유럽 연합과 나토 가입을 위한 우크라이나의 전략적 경로에 대한 규범이 기본법, 3개 조항 및 과도 조항 전문에 명시되어 있다. 나토 정상들은 2021년 6월 브뤼셀 정상회담에서 우크라이나가 회원국 실행 프로그램(MAP)의 회원국이 될 것이며, 우크라이나가 외부의 간섭 없이 자신의 미래와 외교 정책을 결정할 권리가 있다는 결정을 2008년 부쿠레슈티 정상회의에서 반복했다. 2021년 11월 30일 블라디미르 푸틴 러시아 대통령은 나토의 우크라이나 주둔 확대, 특히 러시아 도시나 루마니아, 폴란드와 유사한 미사일 방어 시스템을 타격할 수 있는 탄도 미사일의 배치는 러시아에게 "레드라인", 즉 큰 위협이 될 것이라고 말했다. 푸틴 대통령은 조 바이든 미국 대통령에게 나토가 동쪽으로 확장하거나 "러시아 영토와 가까운 곳에 우리를 위협하는 무기 체계를 두지 않을 것"이라는 법적 보장을 요청했고, 옌스 스톨텐베르그 나토 사무총장은 "우크라이나와 나토 동맹국 30개국만이 나토 가입 준비를 마쳤다. 러시아는 거부권이 없고, 발언권이 없으며, 러시아는 이웃 국가들을 통제하기 위해 세력권을 설정할 권리가 없다."고 말했다.
러시아는 소련의 지도자 미하일 고르바초프와 유럽 및 미국 협상가들 사이의 평화적 독일 통일을 허용한 비공식적인 이해와 모순된다고 보고 정치적으로 계속 반대했다. 나토의 확장 노력은 종종 러시아를 포위하고 고립시키려는 냉전 시도의 연장으로 모스크바 지도자들에게 보여지지만, 이는 서방에서도 비판을 받았다. 2016년 6월 레바다 여론조사에 따르면 러시아인의 68%가 발트 3국과 러시아와의 국경을 맞대고 있는 폴란드에 나토군을 배치하는 것이 러시아에 대한 위협이라고 생각하는 것으로 나타났다. 반면 2017년 퓨 리서치 센터 보고서에서 조사된 폴란드인의 65%는 러시아를 "주요 위협"으로 지목했으며, 모든 나토 회원국에서 평균적으로 31% 또한 "주요 위협"이라고 말했다. 2018년 조사된 폴란드인의 67%는 폴란드에 미군이 주둔하는 것을 선호했다. 2016년 갤럽이 조사에 따르면 동유럽에서 세르비아와 몬테네그로를 제외한 비독립국가연합(CIS) 국가인 모든 국가는 나토를 위협이라기보다 우호적으로 보는 시선이 더 많았다. 2006년 안보 연구 저널의 한 연구는 나토의 확대가 중부 및 동유럽의 민주적 통합에 기여했다고 주장했다.
또한 나토의 확장에 대해 중국도 반대 입장을 표하고 있다.

## 방위비 예산
1989년 유럽 혁명은 나토의 목적, 성격, 과제, 그리고 유럽에 대한 전략적 재평가로 이어졌다. 1990년 10월, 동독은 독일 연방공화국의 일부가 되었고, 1990년 11월 소련과 파리에서 유럽 재래식 무력에 관한 조약(CFE)을 체결했다. 1991년 2월, 바르샤바 조약 기구가 붕괴되고 그해 12월 소련이 해체되면서 나토의 실질적인 주요 적대국들이 제거되면서 유럽 전체에 걸쳐 군사 감축이 요구되었다. 이에 따라 유럽 국가들은 군사비 지출과 장비들을 감소시키기 시작했다. 유럽 재래식 무력에 관한 조약(CFE)은 서명국들이 다음 16년 동안 52,000개의 재래식 무기를 제거할 수 있도록 합의했으며, 1990년부터 2015년까지 나토 유럽 회원국들의 군사 지출이 28% 감소할 수 있도록 합의했다.
나토 회원국들은  방위 예산의 감소를 우려하여 재정 형평성 약속을 개선하고 재정 지출의 효과를 높이기 위해 2014년 웨일스 정상회의에서 방위 투자 서약을 제정하기 위해 만났다. 회원국들은 2024년까지 국내총생산(GDP)의 최소 2%를 방위에, 방위 예산의 20%를 방위 연구 개발에 배정하는 등 주요 장비에 대해 분담하는 것이 필요하다고 판단했다.
이러한 방위비 투자에 대한 이행은 회원국의 법적 구속력의 부재, 유럽연합 재정법, 국내 공공지출 우선순위, 정치적 의지로 인해 방해를 받고 있다. 2020년 18개 나토 회원국은 주요 장비에 대한 20% 기여라는 목표를 달성했다. 2021년 8개 회원국은 방위비에 대해 국내총생산(GDP) 기여율 2% 목표를 달성했다. 웨일즈 권고사항에 대한 준수 개선은 러시아 연방이 제기하는 회원국의 안보에 대한 위험이 증가함에 따라 촉진되었다.

## 러시아-우크라이나 전쟁

#### 러시아-우크라이나 분쟁
러시아의 크림반도 합병은 나토 회원국들의 강력한 규탄으로 이어졌고, 나토 회원국 간 협의를 요구하는 북대서양 조약 제4조가 발동된 7차례 중 하나였다. 이전에 이라크 전쟁과 시리아 내전 당시 북대서양 조약 제4조가 발동된 적이 있다. 2016년 바르샤바 정상회담에서 나토 회원국들은 에스토니아, 라트비아, 리투아니아, 폴란드에 4개의 다국적 대대 규모의 전투단을 배치하는 증강대응군(EFP) 창설에 합의했다.

#### 2022년 러시아의 우크라이나 침공 이후

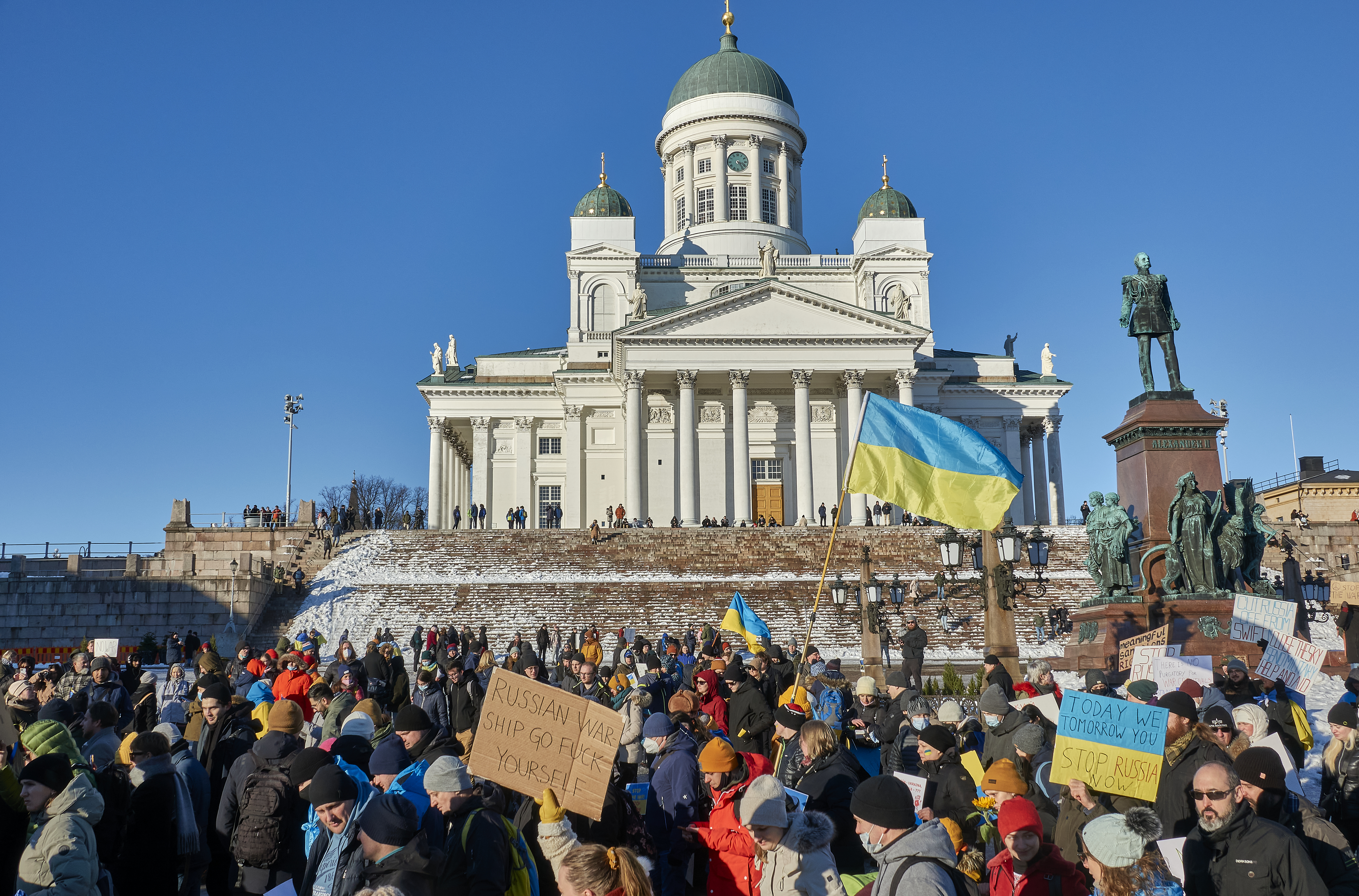
2022년 2월 러시아의 우크라이나 침공에 반대하는 시위대가 헬싱키 원로원 광장에 있는 알렉산드르 2세 동상을 지나 행진하고 있다.

2022년 러시아의 우크라이나 침공 전후로 나토의 여러 나라가 연합국의 동쪽 측면을 강화하기 위해 지상군, 군함, 전투기를 보냈고, 여러 나라가 다시 북대서양 조약 제4조를 발동했다.2022년 3월, 나토 정상들은 브뤼셀에서 G7, 유럽 연합 정상들이 참여한 임시 정상회담을 위해 만났다. 나토 회원국들은 불가리아, 헝가리, 루마니아, 슬로바키아에 4개 전투단을 추가로 설립하기로 합의했으며, 이때 나토 역사상 처음으로 나토 대응군이 가동됐다.

2022년 6월, 나토는 러시아의 침공을 막기 위해 2500km 길이의 동부 측면을 따라 40,000명의 병력을 배치했다. 이 중 절반 이상이 불가리아, 루마니아, 헝가리, 슬로바키아, 폴란드에 배치되었으며, 이 5개국은 259,000명의 전 나토 군대를 소집했다. 불가리아 공군을 보충하기 위해 스페인은 유로파이터 타이푼을 보냈고, 네덜란드는 F-35 라이트닝 II 공격기 8대를 보냈으며, 프랑스와 미국의 공격기도 곧 도착할 예정이다.
2022년 러시아의 우크라이나 침공 이후 핀란드와 스웨덴에서 나토 가입을 찬성하는 여론이 크게 흔들리면서 처음으로 나토 가입을 반대하는 국민보다 나토 가입을 지지하는 국민이 더 많았다. 2022년 3월 30일, 실시된 여론조사에서 핀란드 국민의 61%가 나토 가입을 찬성하는 것으로 나타났다. 4월 1일 여론조사에 따르면 스웨덴 국민의 약 51%가 나토 가입을 찬성한 반면 27%는 반대했다. 4월 중순, 핀란드와 스웨덴 정부는 나토 가입을 모색하기 시작했고, 핀란드 정부는 이 사안에 대한 보안 보고서를 의뢰했다.두 북유럽 국가가 가입을 하게 된다면 북극, 북유럽, 발트해 지역에서 나토의 역량이 크게 확대될 것이다.
2022년 5월 15일, 핀란드 정부는 핀란드 의회의 허가를 조건(5월 17일 의회 투표 결과, 찬성표 188,반대표 8)으로 나토 가입을 신청할 것이라고 발표했다. 스웨덴 총리 마그달레나 안데르손도 5월 17일에 나토 가입을 신청할 것이라고 발표했고, 핀란드와 스웨덴은 5월 18일에 정식으로 나토 가입을 신청했다. 그러나 튀르키예는 핀란드와 스웨덴이 나토 가입하는 것에 대한 반대하는 목소리를 내면서 튀르키예가 테러단체로 지정한 쿠르디스탄 노동자당(PKK)과 인민수호부대(YPG)를 핀란드와 스웨덴이 지원하고 있다고 비난했다. 2022년 6월 28일, 마드리드에서 열린 나토 정상회의에서 튀르키예는 핀란드와 스웨덴의 가입 신청을 지지하기로 합의했다.  2022년 6월 28일 나토 정상회의의 결정을 공식 승인했으며, 2022년 7월 5일 30명의 나토 대사는 스웨덴과 핀란드의 가입 의정서에 서명했다. 핀란드는 2023년 4월 4일을 기해 북대서양 조약 기구 회원국이 되었으며, 스웨덴은 2024년 3월 7일을 기해 북대서양 조약 기구 회원국이 되었다.

## 구조
나토의 모든 기관 및 조직은 민간 행정 또는 군사 행정 역할로 분류된다. 대부분 동맹 전체의 안보 역할을 직간접적으로 지원하는 역할과 기능을 수행한다.
민간 조직:

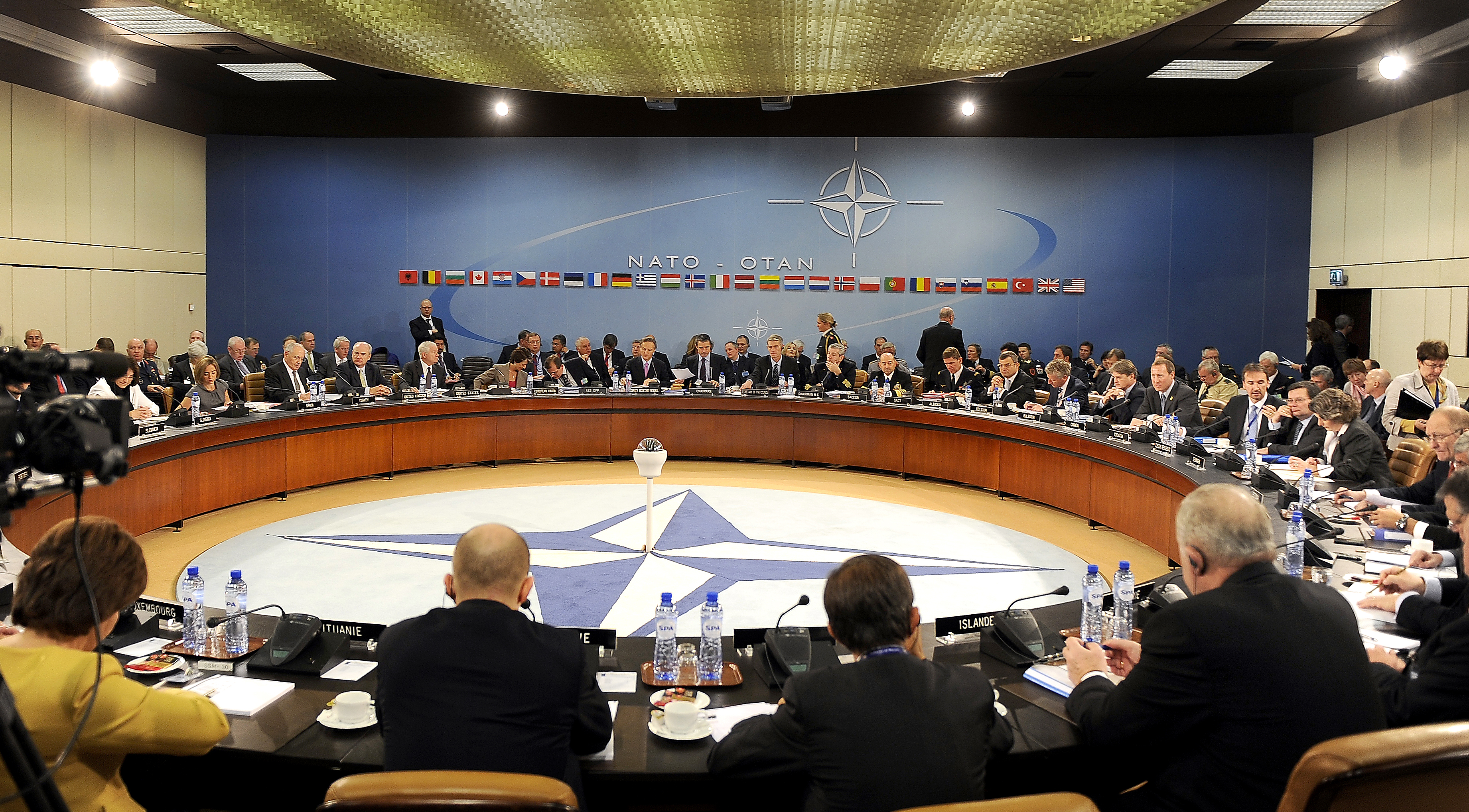
2010년 북대서양이사회는 국방 및 외교장관을 구성으로 소집되었다.

- 북대서양이사회(NAC)는 나토의 상임이사국 대표나 상급 대표(외교부 장관, 국방부 장관, 국가원수, 정부 수반)로 구성된 기구이다. 북대서양이사회(NAC)는 적어도 일주일에 한 번 회의를 열고 나토의 정책에 관한 주요 결정을 내린다. 북대서양이사회(NAC)의 회의는 사무총장이 의장을 맡고, 결정이 내려질 때 조치가 합의된다.[129] 다수결에 의한 투표나 결정은 없다. 의회 또는 하위 위원회에 대표되는 각 국가는 자신의 결정에 대한 완전한 주권과 책임을 유지한다.
- 나토 본부는 벨기에 브뤼셀 레오폴 3세 거리에 위치해 있다.[130] 본부의 직원은 회원국의 국가 대표단으로 구성되며, 민간 및 군사 연락 사무소와 장교 또는 파트너 국가의 외교 공관 및 외교관, 그리고 회원국의 군대 구성원으로 충원된 국제 참모와 국제 군사 참모들이 포함된다.[131] 비정부 단체들도 대서양 위원회 및 대서양 조약 협회 운동의 기치 아래 나토를 지지하며 성장했다.[132][133]

군사 조직:
- 군사위원회(MC)는 나토 회원국의 국방참모총장(CHOD)으로 구성된 나토 산하 기구로 북대서양이사회(NAC)에 군사 정책 및 전략에 대한 자문을 제공한다. 국방참모총장(CHOD)은 종종 2성 또는 3성 기수 장교들로 구성되어 있다. 이사회와 마찬가지로 군사위원회도 때때로 더 높은 수준에서, 즉 각 국가의 군대에서 가장 고위 군 장교인 국방장관의 수준과 회의를 진행 한다. 군사위원회(MC)는 나토의 군사 작전을 지휘하는 의장에 의해 진행된다. 프랑스는 1966년 나토의 군사지휘구조에서 탈퇴하기로 결정하여 군사위원회(MC)는 2008년까지 프랑스를 제외했다. 프랑스가 나토에 가입하기 전까지는 국방계획위원회에 참여하지 않았고, 이로 인해 나토 회원국과 분쟁이 발생했다.[134] 이라크 자유 작전의 전개가 그 예시이다.[135] 위원회는 업무에 대한 국제군 참모진의 지원과 자문을 받는다.
- 유럽 연합군 최고사령부(ACO)는 전 세계 나토 작전을 담당하는 나토 사령부이다.[136]
  - 신속배치군단에는 유럽군단, 제1군단(독일-네덜란드), 북동부다국적군단, 이탈리아 신속배치군단, 해군 고등대비군(HRF) 등이 포함되어 있으며, 이 군단들 모두 연합군 사령부에 보고된다.[137]
- 연합변혁사령부(ACT), 나토군의 변혁과 훈련을 담당한다.[138]

나토의 조직 및 기관:
- 나토 지원 기관 본부는 룩셈부르크, 카펠렌에 있다.
- 나토 통신 정보 기관 본부는 브뤼셀에 있으며 나토 조달 기구를 설계할 극소수의 직원들도 브뤼셀에 있다.
- 나토 과학기술 기구는 2012년 6월 30일 창설 됐으며, 여기에는 수석 과학자, 협업 S&T 프로그램 사무소, 그리고 나토 해저 연구 센터(NURC)가 포함된다.
- 2014년 7월 나토 표준화 기구는 나토 표준화 사무국(NSO)가 되었다.[139]

나토 의회(NATO PA)는 매년 2차례 열리는 나토의 전략적 목표를 폭넓게 정하는 기구다. 나토 의회(NATO PA)는 상임이사국 또는 나토 대사를 임명하는 회원국 정부의 의회 구조와 직접 상호 작용한다. 나토 의회는 북대서양 동맹 회원국 의원들과 13명의 준회원들로 구성되어 있다. 그러나 공식적으로는 나토와는 구별되는 구조이며, 나토 이사회의 안보 정책을 논의하기 위해 나토 회원국 대표들과 함께 하는 것을 목표로 하고 있다.

### 나토 군사령관의 법적 권위
나토는 31개 주권 국가로 구성된 동맹국이며 그들의 개별 주권은 동맹 참여에 영향을 받지 않는다. 나토는 의회도 없고, 법도 없고, 집행도 없으며, 개별 시민을 처벌할 권한도 없다. 이러한 주권 부족의 결과로 나토 사령관의 권력과 권한은 제한된다. 나토 지휘관들은 합법적인 명령을 따르지 않거나, 의무를 태만히 하거나, 고위 장교에 대한 무례와 같은 범죄를 처벌할 수 없다. 그래서 나토 지휘관들은 복종하기를 기대하지만 때로는 통일 군사 재판법(UCMJ)처럼 행동강령의 적용을 받는 관계자들에게 자신들의 목적이나 계획을 확고하게 보여줄 필요가 있다. 예로 마이크 잭슨 장군과 웨슬리 클라크 장군 간 프리스티나 공항 사건으로 생긴 충돌이 있다.
나토 사령부는 작전계획(OPLAN), 작전명령(OPORDER), 전술방향, 단편명령(FRAGO) 등의 형태로 부하 지휘관에게 명령을 내릴 수 있다. 공동 교전 규칙은 반드시 지켜져야 하며, 국제인도법은 항상 지켜져야 한다. 작전 자원은 국가 지휘하에 있지만 일시적으로 나토에 이관된다. 비록 이러한 국가 단위의 명령들은, 공식적인 권한 이양 과정을 통해, 나토 사령관의 작전 지휘와 통제 하에 놓이지만, 회원국들은 결코 그들의 국가적인 성격을 잃지 않는다.
국방참모총장(CDS)과 같은 고위 국가 대표들은 소위 '레드카드 보유자'로 간주된다. 레드카드는 나토 사령관이 신중히 고려해야 하는 국가별로 열거된 제한 사항을 말한다.

## 견해
2020년 기준, 나토는 개별 회원국 정상들 간의 긴장이 지속되고 있음에도 불구하고 일반적으로 동맹 내 대중들 사이에서 긍정적인 시각으로 보인다. 조사 대상 16개 회원국에 걸쳐 53%의 중위수가 조직에 대해 호의적인 견해를 보이고 있으며, 부정적인 견해를 밝힌 비율은 27%에 불과했다. 그러나 나토의 의견과 관련 문제는 조사 대상 국가마다 매우 다양하며, 특히 한 회원국에 대한 공격은 모든 회원국에 대한 공격으로 간주된다고 선언한 워싱턴 조약의 제5조의 의무에 대해서는 더욱 그러하다.
회원국 중 나토에 대한 긍정평가는 폴란드 82%와 튀르키예 21%로 비교적 편차가 큰 편이며, 미국과 독일이 각각 52%와 57%로 중간 정도의 수치를 보여주고 있다. 그리고 조사 대상 중 비회원국인 스웨덴과 우크라이나가 동맹을 긍정적으로 보고(각각 63%와 53%) 있지만 러시아는 16%만이 긍정적으로 보고 있다.

## 같이 보기
- 대서양주의
- 주요 비NATO 동맹국

### 유사 기구
- 오커스 (AUKUS) (오스트레일리아, 영국, 미국)
- 태평양 안전 보장 조약 (ANZUS) (오스트레일리아, 뉴질랜드, 미국 간의 안보 조약)
- 집단 안보 조약 기구 (CSTO)
- 5개국 방위 협정 (FPDA)
- 미주상호원조조약
- 이슬람 대테러 군사 동맹 (IMCTC)
- 중동 조약 기구 (METO)
- 동북아시아 조약 기구 (NEATO)
- 상하이 협력 기구 (SCO)
- 남대서양 평화 협력 지대 (ZPCAS)
- 동남아시아 조약 기구 (SEATO)

### 인용 문서
- Art, Robert J. (1998). “Creating a Disaster: NATO's Open Door Policy”. 《Political Science Quarterly》 113 (3): 383–403. doi:10.2307/2658073. JSTOR 2658073.
- Bethlehem, Daniel L.; Weller, Marc (1997). 《The 'Yugoslav' Crisis in International Law》. Cambridge International Documents Series 5. Cambridge University Press. ISBN 978-0-521-46304-1. 2016년 4월 3일에 원본 문서에서 보존된 문서. 2015년 6월 27일에 확인함.
- Clausson, M.I. (2006). 《NATO: Status, Relations, and Decision-Making》. Nova Publishers. ISBN 978-1-60021-098-3. 2016년 4월 5일에 원본 문서에서 보존된 문서. 2015년 6월 27일에 확인함.
- Collins, Brian J. (2011). 《NATO: A Guide to the Issues》. ABC-CLIO. ISBN 978-0-313-35491-5. 2016년 4월 15일에 원본 문서에서 보존된 문서. 2015년 6월 27일에 확인함.
- van der Eyden, Ton (2003). 《Public management of society: rediscovering French institutional engineering in the European context》 1. IOS Press. ISBN 978-1-58603-291-3. 2016년 4월 18일에 원본 문서에서 보존된 문서. 2015년 6월 27일에 확인함.
- Zenko, Micah (2010). 《Between Threats and War: U.S. Discrete Military Operations in the Post-Cold War World》. Stanford University Press. ISBN 978-0-8047-7191-7. 2016년 4월 11일에 원본 문서에서 보존된 문서. 2015년 6월 27일에 확인함.

## 추가 문헌
- Atlantic Council of the United States (August 2003). “Transforming the NATO Military Command Structure: A New Framework for Managing the Alliance's Future” (PDF). 2012년 10월 3일에 원본 문서 (PDF)에서 보존된 문서.
- Axelrod, Robert, and Silvia Borzutzky. "NATO and the war on terror: The organizational challenges of the post 9/11 world." Review of International Organizations 1.3 (2006): 293–307. online
- Borawski, John, and Thomas-Durell Young. NATO after 2000: the future of the Euro-Atlantic Alliance (Greenwood, 2001).
- Hastings Ismay, 1st Baron Ismay (1954). “NATO: The First Five Years”. Paris: NATO. 2017년 4월 4일에 확인함.
- Hendrickson, Ryan C. "NATO's next secretary general: Rasmussen's leadership legacy for Jens Stoltenberg." Journal of Transatlantic Studies (2016) 15#3 pp 237–251.
- Pedlow, Dr Gregory W. “Evolution of NATO's Command Structure 1951–2009” (PDF). 《aco.nato.int》. Brussels(?): NATO ACO. 2013년 3월 1일에 원본 문서 (PDF)에서 보존된 문서. 2015년 2월 18일에 확인함.
- Sayle, Timothy Andrews. Enduring Alliance: A History of NATO and the Postwar Global Order (Cornell University Press, 2019) online review
- "NATO at 70: Balancing Collective Defense and Collective Security," Special issue of Journal of Transatlantic Studies 17#2 (June 2019) pp: 135–267.
- NATO Office of Information and Press, NATO Handbook : Fiftieth Anniversary Edition, NATO, Brussels, 1998–99, Second Reprint, ISBN 92-845-0134-2